# Ben-adad I
Ben-adad I di Damasco (... – 865 a.C.) fu un re arameo di Damasco.
Regnò dall'885 all'865 a.C. Alleato di Asa di Giuda, Ben-adad I fece di Damasco la potenza più grande dell'Asia occidental. Ben-adad II, forse suo figlio, assediò Samaria e lottò contro Acab di Israele.